# Кадрифаково
Кадрифаково (мкд. Кадрифаково) је насеље у Северној Македонији, у средишњем делу државе. Кадрифаково је село у саставу општине Свети Никола.

## Географија
Кадрифаково је смештено у средишњем делу Северне Македоније. Од најближег града, Штипа, насеље је удаљено 20 km северозападно.
Насеље Кадрифаково се налази у историјској области Овче поље. Село је смештено у средишњем делу поља, а јужно се уздиже омање горје, које дели поље од реке Брегалнице. Надморска висина насеља је приближно 260 метара.
Месна клима је блажи облик континенталне због близине Егејског мора (жарка лета).

## Историја
У село је у априлу 1922. досељено 30 породица из Далмације, БиХ и Лике. У области је била активна ВМРО па су живели на опрезу, уз ноћне страже. Али, 16. јануара 1923. је дошло до напада у коме су убијене 23 особе. (→ mk:Кадрифаковски масакр) Насељеници нису били сигурни те године хоће ли остати у селу, па нису улагали труд у подизање кућа и обраду земље.

## Становништво
Кадрифаково је према последњем попису из 2002. године имало 163 становника.
Већинско становништво су етнички Македонци (99%), а остало су Срби.
Претежна вероисповест месног становништва је православље.